# Automolis wittei
Automolis wittei är en fjärilsart som beskrevs av Debauche 1942. Automolis wittei ingår i släktet Automolis och familjen björnspinnare. Inga underarter finns listade i Catalogue of Life.